# Киянка (фільм)
«Киянка» (рос. Киевлянка) — український радянський художній фільм, знятий 1958 року режисером Т. В. Левчуком на Київській кіностудії ім. О. П. Довженка. Прем'єра першої серії відбулася 3 листопада 1958 р., другої — 19 січня 1959 р.
У 1960 році вийшло продовження картини — фільм «Спадкоємці».

## Сюжет
Дія фільму починається в жовтні 1917 року в Петрограді, коли революційні загони беруть Зимовий палац. Під час штурму офіцером застрелений солдат Іван Очеретько. Матрос Камишин, що був із ним в останню мить, проклинає вбивцю. Того же дня (25 жовтня, за новим стилем 7 листопада) в Києві в дружини Івана Галини народжується дочка. Під час пологів мати помирає, а дівчинку старі Очеретьки вирішують назвати на честь матері Галею.
Офіцер Леонід Дорошенко, вбивця Івана, рятується втечею і біжить додому. У присутності матері він зриває зі стіни фотографію свого брата, військлікаря Олексія, всіляко лаючи його за ліві погляди. Дядько Леоніда, Павло Дорошенко, заявляє, «що Росії, дай Боже, залишиться тільки Московське князівство» і обіцяє велике майбуття незалежній Україні: «від Дунаю до верхів'їв Дніпра, від Карпат до Каспійського моря, Бессарабія, Дон, Кубань увійдуть до нашої держави». Павло заявляє, що треба їхати до Києва, де влада перейшла до Центральної Ради. Дядько пропонує племіннику попрощатися з Петроградом, кажучи, що «сюди знову повернеться Європа» і оголошує свій план встановлення пам'ятника гетьманові Івану Мазепі в Києві.
Зі фронту до дружини Клави і трирічного сина Віктора повертається Олексій Дорошенко. Павло Дорошенко зустрічається в Києві з Грушевським, Винниченком та Петлюрою. Робітники київського зброярського заводу «Арсенал», дізнавшись про осудження Центральної Ради Всеукраїнським з'їздом рад у Харкові, чинять збройний опір військам УНР. Олексій Дорошенко допомагає пораненим. Після запеклого бою військам Ради вдається оволодіти заводом, робітники відходять до Дніпра. Серед вояків УНР Олексій бачить брата Леоніда.
У Київ вступають німецькі війська, запрошені Центральною Радою. Одного дня старого Матвія Очеретька німецькі вояки заарештовують і ведуть на розстріл, а його однорічну онучку кидають під парканом. Незважаючи на погрозу якогось синьожупанника «мати з ним справу всякому, хто візьме дитину», сусід Очеретьків Яків Середа бере дівчинку до себе. Так маленька Галя стає сьомою дитиною в його родині.
Минає 1918 рік, влада в Україні переходить спочатку до гетьмана П. П. Скоропадського, потім до Директорії УНР. У лютому 1919 р. червоні вибивають петлюрівців і примкнулих до них синьожупанників із Києва, Павло і Леонід Дорошенки ховаються від нової влади. Леонід, видавши себе за учасника жовтневих подій у Петрограді Гаврилова, записується добровільцем до Червоної армії. Його дядько, змінивши зовнішність, залишається в Києві. Колишній робітник «Арсеналу», нині червоний командир Романюк дає розпорядження (ніби «оголошуючи постанову ради» з пустого папірця) про переселення багатодітної родини Якова Середи з підвальної комірки в квартиру домовласника Кандиша. На новосіллі Середа заявляє дружині Горпині, що «мандат» на квартиру підписав «наш у Пітері, Ленін».
Дорошенка-Гаврилова за рекомендацією чекіста Камишина призначають у склад відділу ВЧК. Частина відділу разом із Карпом Хвилею від'їздить на ліквідацію націоналістичної групи під Житомиром. Тим часом у Києві проводять перевірку всіх офіцерів, чекіст Коломієць забирає до відділу Олексія Дорошенка і він потрапляє на допит брату. Олексій повідомляє Леоніда про те, що бачив його в січні 1918 р. серед вояків УНР під час розстрілу арсенальців, викриває його безпринципність, перекидництво і корисливість, вимагає зізнатися у всьому товаришам. У страсі перед викриттям Леонід вбиває брата, заявивши, що застрелив «контррозвідника» при спробі втечі. В особовій справі Олексія Дорошенка з'являється позначка «викритий як офіцер-контррозвідник, ліквідований». Співпрацівник ВЧК Карпо Хвиля — робітник «Арсеналу», що запропонував вдосконалення верстата, гине при виконанні завдання.
Січень 1924 року. Під час служби в церкві стається знайомство шестирічної Галі Очеретько з Вітею Дорошенком. Там само Горпина Середа просить попа помолитися за упокій недавно померлого Леніна: не знаючи його хрестильного імені, вона іменує його просто «Леніним» чи «Іллічем». Піп заперечує, кажучи, що «він у Бога не вірив», але після її слів «я вірю» погоджується. Яків Середа переконує прийомну дочку в необхідності «добре вчитися», називаючи при цьому Леніна «найвченішою людиною». Під час «ленінського призову» Середа вступає до ВКП(б).
Минає багато років. З Яковом Середою знайомиться дехто Марвена Свентицька (яка ніби особисто знала Леніна), і під час розмови про перевід промисловості з України на Урал і проблеми сільського господарства в умовах колективізації передає йому прокламацію. У театрі Віктор Дорошенко випадково бачить Гаврилова, і прийшовши додому, питає матір про дядька Леоніда, дивлячись на його фотографію в альбомі. Та перепитує, з чого б це, і Віктор заминає розмову. Трохи згодом, під час прогулянки на пароплаві Віктор розповідає Галі про свого батька і заявляє, що він певен у його невинуватості, бо «він любив Україну». Середа повідомляє чекіста Камишина про передану прокламацію, той приходить до нього додому, і під час вивчення підробиць розмови зі Свентицькою чекіст переконується, що вона є агентом контрреволюціонерів, а заодне кадровий комуніст Середа збентежено зізнається, що він майже не знайомий із творами Леніна. На стіні квартири Середи висить портрет Івана Очеретька, чиє обличчя здається Камишину знайомим. Дізнавшись, що Іван — батько Галі, він передає їй просьбу прийти завтра йому в кабінет. Там Камишин розповідає Галині про смерть батька і вручає їй військову книжку покійного та намисто, що він приготував у подарунок для матері.
Після закінчення школи Галя Очеретько йде працювати токаркою на завод «Арсенал». У Києво-Печерській лаврі Дорошенко-Гаврилов зустрічається з деким Троянським, той показує йому значок зі свастикою і розповідає, що прибув з Одеси з дорученням від дядька Павла, який проживав в еміграції в Парижі. Галю приймають у комсомол, на зборах вона ставить питання про заміну старих верстатів. Віктор і Галя гуляють над Дніпром, вона питає його про одруження, спочатку він відповідає відмовою, пропонує їхати з ним на Дніпрогес, потім освідчується їй у коханні. Клавдія Дорошенко збирає сина в дорогу, кладучи у валізу фотографію батька.
Дії другої серії починаються в другій половині 1930-х. У цеху, де працює Галя, реєстратор Горовенко забирає в ударників нагородні червоні прапорці, виправдовуючи це тим, що вони «більше не виконують норму». Робітники опираються цьому, нарікаючи на старі верстати. До робітників приходять директор Романюк із членом главку Дорошенком-Гавриловим і новим інженером Борисом Сисоєм (він виявляється агентом націоналістів, вкоріненим у керівництво заводу Дорошенком). Романюк розуміє робітників, але жаліє, що нових верстатів скоро не буде, а норму буде збільшено в зв'язку з новим оборонним замовленням. Яків Середа відвідує семінар професора Зарудного, де той згадує ім'я червоногвардійця Карпа Хвилі. Після семінару Середа на вулиці підходить до професора і на прогулянці розмовляє з ним про винахід Хвилі.
У Парижі, у кабаре «Мулен Руж» відбувається зустріч Павла Дорошенка з агентом нацистської Німеччини Бушем (псевдонім — Троянський). Розповівши Павлу про зустріч із його небожем, він повідомляє його про ціль нацистського керівництва — підірвати і ослабити оборонну промисловість України, бо на думку фюрера, майбутнє України — в сфері впливу німецької економіки. Дорошенко підіймає питання про інтереси прихильників української незалежності, на що німець відповідає, що «ступінь вигоди для вас визначається ступенем вашої участі». Павло погоджується і заявляє про готовність націоналістів іти з німцями.
До Києва прибуває поїзд із біженцями з республіканської Іспанії, Яків Середа знайомиться з хлопчиком Хосе Мігелем, і бере його до себе як прийомного сина. Середа і ще один робітник, Святоха, приходять до матері Хвилі, вона знаходить і віддає їм кресленики. У дочки Якова Мотрони народжується син. Дорошенко-Гаврилов зустрічається з Борисом Сисоєм у парку за шахами і передає йому завдання — зірвати виконання серпневого замовлення на «Арсеналі». Середа і Святоха знайомлять професора з креслениками Хвилі. Віктор Дорошенко повертається з Дніпрогесу додому, і зустрівши Галю, показує їй диплом техніка з відзнакою. Інженер Сисой, якому віддали для технічної оцінки кресленики Хвилі і молодих раціоналізаторів, оголошує про «технічну слабкість» запропонованих удосконалень і розпоряджається здати кресленики в архів. Проте, Середа показує йому рецензію професора Зарудного і він мусить поступитися. Романюк підписує документацію і повідомляє, що винуватий у відсутності нових верстатів саме Гаврилов, який розпорядився передати їх іншому заводу. Незважаючи на ухвалу директора, невдовзі на заводі дізнаються про відкладену рішенням Гаврилова модернізацію цеху. Обурений технік Віктор Дорошенко добивається прийому в Гаврилова. Той спочатку категорично відмовляється виділяти ресурси групі молодих раціоналізаторів, але побоюючись, що небіж може впізнати і тим самим провалити його, обіцяє допомогти. Гаврилов пише анонімного листа до київського управління НКВС, де звинувачує Віктора як «ворога народу», посилаючись на те, що він син офіцера-контррозвідника Олексія Дорошенка. За розслідування береться капітан Коломієць, що колись працював у ЧК разом із Хвилею і Гавриловим. Зі справи Олексія Дорошенка Коломієць дізнається, що її вів Гаврилов, а з допиту свідків Романюка і Середи — що брат Олексія служив у військах Петлюри. Капітан приходить до вдови Олексія і питає щодо його брата. Клавдія Дорошенко показує Коломійцю родинний альбом, де на фотографії її дівера Леоніда Дорошенка той впізнає Гаврилова. На очній ставці з Дорошенком-Гавриловим інженер Сисой зізнається у всьому, звинувачуючи спільника у погрозах і примушенні до співробітництва. Коломієць оголошує викритому Дорошенку, що «його гра кінчена», порівнює його з братовбивцею Каїном. У цеху заводу «Арсенал» запускають нові верстати з різцями конструкції Карпа Хвилі.
Родина Якова Середи отримує багатокімнатну квартиру в одній із новобудов Києва. Тоді ж грають весілля Віктора Дорошенка і Галини Очеретько. У своїй застільній промові Середа розповідає, що «колись він був нічим, а став усім», мав із майна «тільки жінку й дітей», а тепер «дім повна чаша, а родина — і невістки, і зяті, і куми, і онуки». У цеху інші робітники за давнім весільним звичаєм обсипають молодят зерном.
Червень 1941 року. У Берліні Буш повідомляє Павла Дорошенка про скорий напад Німеччини на СРСР і вимагає готовності до цього всіх українських націоналістів. У Віктора і Галини народжується син Матвійко. Віктор їде в справах до Свердловська, а Галина трохи згодом — до Москви. У телефонній розмові Віктор велить дружині швидше повертатися додому, берегти себе і сина. Починається війна. По дорозі до Києва Галя потрапляє під бомбардування, отримує контузію. Її рятує партизан, що опинився поруч, і відносить до місцевих жителів. Одужавши, Галина добирається до окупованого німцями Києва. Прийомна мати Горпина розповідає їй, що деяким із її братів і сестер вдалося втекти з міста, Андрій служить в армії, чоловік Ксани в партизанах, але Шура загинув під час бомбардування, а Мотю німці погнали на риття окопів. Де ховається батько, матері невідомо, але вона каже, що він передає через Ксану якісь продукти для Матвійка.
Яків Середа служить у цей час гардеробником у ресторані для німецьких офіцерів. Дочці Ксані він передає отримані від німців замість чайових продукти, не велячи нічого говорити Галині. У наповненому німцями автомобілі стається вибух: через непомітно підкладений Яковом в офіцерську шинель вибуховий пристрій. Німецький експерт, вивчивши міну, констатує, що це «саморобка, але рани від неї можуть бути смертельні». По ходу з'ясовується, що це була вже п'ята за ліком аналогічна диверсія. Офіцер наказує ретельно дослідити всі публічні місця в пошуках терористів. Ксана не витримує і розповідає про батьківську роботу Галі.
1943 рік. Радянське командування готує наступ під Курськом. Командир партизанського загону Коломієць оголошує своїм бійцям про запланований удар по німцях у центрі Києва. Галя приходить у підпільну майстерню, де зустрічає прийомного батька та братів Анатолія і Хосе Мігеля. Один із підпільників, професор Зарудний, пропонує влаштувати Галину в телеграфне агентство, яке розташовується на вулиці Маркса, де і планується завдати удару. Перед небезпечним завданням на партійному зібранні підпільників Галину приймають кандидатом у члени ВКП(б). Прибираючись у будівлі агентства, Галя бере один із довірених їй ключів і відносить його іншому підпільнику, що робить із виліпок, з якого надалі виготовляють дублікат.
У Київ приїздить Павло Дорошенко, разом із німецьким генералом він їде вулицею Маркса в кабріолеті. Під час розмови Дорошенко порушує давнє питання про встановлення пам'ятника Мазепі, але німець відповідає, що «це буде після війни, а зараз потрібні люди». Раптом із балкона телеграфного агентства підпільник у німецькій формі кидає в автомобіль гранату. Двоє підпільників-диверсантів рятуються втечею, але їхній автомобіль в'язне в дорожньому болоті. Коломієць велить напарнику відходити, а сам гине. Галину заарештовують і піддають допиту. Німці загрожують розстріляти маленького Матвійка, же здійснюють два попереджувальні постріли, але заарештована все одне відмовляється давати свідчення. Групенфюрер наказує викинути хлопчика на вулицю, а матір відправити до Освенциму. Матвійко ховається від німців, потім йому вдається дібратися до бабусі.
Листопад 1943 року. Війська 1-го Українського фронту під командуванням М. Ф. Ватутіна звільнюють Київ. Із залізничного ешелону на вокзалі бійці визволяють призначених до відправлення в табори, серед них — і Галину Очеретько. Робітники «Арсеналу» повертаються на руїни заводу і починають відновлювальні роботи. Після Перемоги додому повертається і учасник здобуття Берліна майор Віктор Дорошенко.
Дія фільму закінчується 7 листопада 1957 року: на святкуванні 40-ї річниці Жовтня. Яків Середа гуляє з онуками святковим Києвом. У розмові зі своїм другом Корнієм Святохою він дивується численним цікавим подіям у свому житті, і радіє за онуків, кажучи, що «вони святкуватимуть 100-річчя Жовтневої революції, в обстановці всесвітнього щастя». Він навіть висловлює певність, що вони зі Святохою теж доживуть до цього часу: «будуть глядіти на це свято їхніми очима». Свої слова він завершує сентенцією, що «смерті нема, є тільки переміна обставин». Віктор Дорошенко каже дружині: «добре ти придумала, Галко, що народилася в такий день».

## У ролях
- Борис Чирков — Яків Петрович Середа, робітник заводу «Арсенал»
- Поліна Куманченко — Горпина, дружина Якова
- Ніна Іванова — Галя Очеретько
- Костянтин Скоробогатов — Матвій Степанович Очеретько, дід Галі
- Володимир Рудін — Іван Матвійович Очеретько, син Матвія, батько Галі, солдат Російської армії
- Неоніла Гнеповська — Галина, мати Галі (нема в титрах)
- Альфред Шестопалов — Віктор Дорошенко, чоловік Галі
- Сергій Курилов — Олексій Дорошенко, батько Віктора
- Юрій Прокопович — Леонід Дорошенко (він же Микола Іванович Гаврилов), брат Олексія
- Іван Любич — Павло Хомич Дорошенко, дядько Леоніда і Олексія
- А. Веременко — мати Леоніда і Олексія (нема в титрах)
- Ніна Зорська — Клавдія Василівна, дружина Олексія, мати Віктора
- Валентин Грудинін — Карпо Хвиля, робітник заводу «Арсенал»
- Юрій Максимов — Костянтин Андрійович Романюк, робітник, надалі директор «Арсеналу»
- Олег Жаков — Олександр Коломієць, машиніст паровоза, надалі чекіст, капітан НКВС, командир партизанського загону
- Іван Переверзєв — Федір Максимович Камишин, матрос з «Аврори», надалі чекіст
- Галина Ільїна — Тося
- Дая Смирнова — Ксана, дочка Якова
- Т. Коваленко — Мотя, дочка Якова
- Маргарита Криницина — Дуня, дочка Якова
- Павло Паньов — Андрій, син Якова
- Валерій Зінов'єв — Толя, син Якова
- Олександр Лебедєв — Шура, син Якова в підлітстві
- Володимир Судьїн — Шура, син Якова в дорослому віці
- Михайло Бабаджанов — Хосе Мігель («Міша») Сантос, хлопчик з Іспанії[ru], прийомний син Якова
- Олексій Бунін — Корній Васильович Святоха, робітник-арсеналець
- Любов Калачевська — Христина Архипівна, мати Карпа Хвилі
- Палладій Білокінь — Кандиш, домовласник
- Юрій Лавров — Симон Петлюра
- Георгій Бабенко — Володимир Винниченко
- Федір Іщенко — Омелько Кандиш, вояк армії УНР, син домовласника
- Петро Міхневич — Ганджа
- Федір Радчук — професор Володимир Миколайович Зарудний
- Леонід Данчишин — Павло Зайченко, робітник заводу «Арсенал»
- Олександра Соколова — Люся, робітниця
- Лев Бордуков — Борис Ілліч Сисой, головний інженер заводу «Арсенал», націоналістичний агент
- Лідія Вертинська — фрау Марта, адміністратор у телеграфному агентстві
- Євген Моргунов — німецький офіцер (нема в титрах)
- Володимир Ємельянов — Буш/Троянський, німецький офіцер
- Людмила Татьянчук — Соня
- Олександр Толстих — Тарас Арбузов, робітник «Арсеналу»
- Дмитро Капка — робітник «Арсеналу»
- Іван Гузиков — козак (нема в титрах)
- Василь Козенко — козак (нема в титрах)
- Євгенія Опалова — Марвена Семенівна Свентицька, змовниця
- Лев Перфілов — Саша Горовець (нема в титрах)
- Юрій Саричев — комсомолець на зборах (нема в титрах)
- Микола Яковченко — Горовенко, реєстратор (нема в титрах)
- Анатолій Гриневич — епізод
- Софія Карамаш — мішочниця (нема в титрах)
- Василь Фущич — учасник зборів (нема в титрах)
- Леонід Жуковський — учасник зборів (нема в титрах)
- Петро Омельченко — учасник зборів (нема в титрах)
- Володимир Волков — учасник зборів (нема в титрах)
- А. Кернер — фельдшер (нема в титрах)
- Григорій Тесля — пан у ресторані (нема в титрах)
- А. Сенченко — комсомолець (нема в титрах)
- Варвара Маслюченко — епізод (нема в титрах)
- Михайло Сіренко — епізод (нема в титрах)
- Ольга Короткевич — секретар (нема в титрах)
- Павло Суханов — німецький експерт (нема в титрах)
- Іван Бондар — Микола (нема в титрах)

## Саундтрек
Музику до фільму написав Герман Жуковський. У фільмі прозвучало кілька пісень (зокрема «Київський вальс»), більшість із них україномовні, з текстами Володимира Сосюри.

## Знімальна група
- Автор сценарію: Ігор Луковський
- Режисер-постановник: Тимофій Левчук
- Оператор-постановник: Микола Кульчицький
- Режисер: Віктор Конарський
- Художник-декоратор: Олег Степаненко
- Художник по костюмах: Зінаїда Корнєєва
- Художник по гриму: Яків Грінберг
- Композитор: Герман Жуковський
- Текст пісень: Володимир Сосюра
- Звукорежисер: Рива Бісновата
- Режисер монтажу: К. Шаповалова
- Комбіновані зйомки: оператор — Тетяна Чернишов, художник — Володимир Дубровський
- Військовий консультант: Герой Радянського Союзу, полковник Георгій Кошмяк
- Редактор: Олександр Перегуда
- Державний оркестр УРСР, диригент — Петро Поляков
- Директор картини: Б. Глазман